# Guilin
Guilin (în limba zhuang standard: Gveilinz; transliterat alternativ ca Kweilin) este un oraș cu rang de prefectură din nord-estul regiunii autonome Guangxi Zhuang a Chinei. El este situat pe malul vestic al râului Li și se învecinează la nord cu provincia Hunan. Numele său înseamnă „Pădurea de osmanthus dulce” și provine de la numărul mare de arbori de osmanthus dulce aromat aflați în regiune. Orașul este renumit de mult timp pentru peisajul său cu o topografie carstică.
Guilin este una dintre cele mai populare destinații turistice din China, iar epitetul „Pe apă, în munți, cel mai încântător” (山水 甲天下) este adesea asociat acestui oraș. Consiliul de Stat al Chinei a desemnat Guilin ca oraș istoric și cultural celebru pe plan național încă de la prima ediție a acestei liste.

## Istoric
Vestigiile arheologice descoperite în grotele Baojiyan (în chineză simplificată: 宝积岩; chineză tradițională: 寶積巖) și Zengpiyan (în chineză: 甑皮巖) ale orașului datează de acum aproximativ 10.000 de ani. Tribul Zengpiyan avea o organizare socială matriarhală. Înaintea dinastiei Qin, regiunea Guilin a fost locuită de populația tribului Baiyue. În anul 314 î.Hr. a fost stabilită o mică așezare pe malurile râului Li.
În timpul campaniilor militare ale dinastiei Qin (221-206 î.Hr.) împotriva regatului Nanyue a fost instituită o primă administrație în zona din jurul orașului Guilin. Orașul modern era situat în Comandamentul militar Guilin (în chineză: 桂林郡), care se află la originea numelui modern „Guilin”. În anul 111 î.Hr., în timpul domniei împăratului Wu din dinastia Han, a fost înființat comitatul Shi'an (în chineză simplificată: 始安县; chineză tradițională: 始安縣), iar acest an ar putea fi considerat ca dată a fondării orașului.
În anul 507 d.Hr. orașul a fost redenumit Guizhou (Prefectura Gui, în chineză 桂州). În 634 a fost înființat comitatul Lingui pe locul actualului oraș Guilin, aflat sub administrarea prefecturii Gui. În 868 militarul Pang Xun s-a revoltat împotriva reprezentanților dinastiei Tang din Prefectura Gui.
Orașul a prosperat în timpul dinastiilor Tang și Song, dar a rămas cu rangul de comitat (xian). El a reprezentat, de asemenea, un punct de legătură între guvernul central și granița de sud-vest și acolo au fost amplasate unități militare care aveau sarcina de a păzi această frontieră. În oraș au fost construite canale pentru a ușura transportul direct al alimentelor din câmpia fertilă a fluviului Yangtze către zonele sud-vestice cele mai îndepărtate ale imperiului.
În anul 997 a fost înființat circuitul (provincia) Guangnan de Vest, predecesorul actualei regiuni Guangxi, cu capitala la Guizhou. În 1133 Guizhou a fost ridicat la rangul de oraș și redenumit Prefectura Jingjiang (în chineză simplificată: 静江路; chineză tradițională: 靜江路). În timpul dinastiei Ming orașul a devenit o capitală provincială datorită rolului său major în acea regiune. În 1367 numele i-a fost schimbat în Prefectura Guilin (în chineză: 桂林府).
În 1921 Guilin a devenit unul dintre cartierele militare ale Armatei Expediționare de Nord conduse de Sun Iat-sen. În 1940 orașul a primit numele său actual: Guilin. În 1950 capitala regiunii Guangxi a fost mutată de la Guilin la Nanning.
În 1981 orașul Guilin a fost înscris de Consiliul de Stat al Chinei pe lista celor patru orașe (celelalte trei fiind la Beijing, Hangzhou și Suzhou), în care protecția patrimoniului istoric și cultural, precum și peisajul natural, trebuia să fie un obiectiv prioritar.

## Diviziuni administrative
Guilin administrează șaptesprezece diviziuni administrative cu rang de comitat: 6 districte, 8 comitate, 2 comitate autonome și 1 oraș cu rang de comitat.
- Districte:
  - Districtul Xiufeng (秀峰区)
  - Districtul Xiangshan (象山区)
  - Districtul Diecai (叠彩区)
  - Districtul Qixing (七星区)
  - Districtul Yanshan (雁山区)
  - Districtul Lingui (临桂区)
- Oraș cu rang de comitat:
  - Orașul Lipu (荔浦市)
- Comitate:
  - Comitatul Yangshuo (阳朔县)
  - Comitatul Lingchuan (灵川县)
  - Comitatul Xing'an (兴安县)
  - Comitatul Quanzhou (全州县)
  - Comitatul Yongfu (永福县)
  - Comitatul Ziyuan (资源县)
  - Comitatul Guanyang (灌阳县)
  - Comitatul Pingle (平乐县)
- Comitate autonome:
  - Comitatul autonom Gongcheng Yao (恭城瑶族自治县)
  - Comitatul autonom al diverselor naționalități Longsheng (龙胜各族自治县)

| Harta prefecturii Guilin |
| --- |
| 1 2 3 4 Yanshan Lingui Comitatul · Yangshuo Comitatul · Lingchuan Comitatul · Quanzhou Comitatul · Xing'an Comitatul · Yongfu Comitatul · Guanyang Comitatul · Longsheng Comitatul · Ziyuan Comitatul · Pingle Comitatul · Gongcheng Lipu · (oraș) 1. Xiufeng 2. Diecai 3. Xiangshan 4. Qixing |

## Geografie
Guilin este situat în nord-estul regiunii autonome Guangxi și se învecinează cu următoarele prefecturi din regiunea Guanxi: Liuzhou (la vest), Laibin (la sud-vest), Wuzhou (la sud) și Hezhou (la sud-est) și cu următoarele prefecturi din regiunea vecină Hunan: Huaihua (la nord-vest)), Shaoyang (la nord) și Yongzhou (la est). Are o suprafață totală de 27.809 km2. Topografia zonei este marcată de formațiuni carstice. Râul Li curge prin oraș.
- Dealuri și munți: Dealul Diecai (叠彩山), Dealul trompei elefantului, Dealul Fubo 伏波山, Munții Lipu, Muntele Maoer („Muntele pisicii”, cel mai înalt pisc din regiunea Guangxi) și Dealul Yao (尧山)
- Peșteri: Peștera Flautului de Trestie, Peștera Șapte Stele

### Climă
Guilin are un climat subtropical umed influențat de musoni (Köppen Cfa, înspre Cwa), cu ierni scurte și blânde și cu veri lungi, calde și umede. Iarna începe cu o vreme uscată, dar devine progresiv mai umedă și mai înnorată. Primăvara este, în general, înnorată și adesea ploioasă, în timp ce vara continuă să fie ploioasă, deși este cea mai însorită perioadă a anului. Toamna este însorită și uscată. Temperatura medie lunară variază între 8,1 °C (46,6 °F) în ianuarie și 28,2 °C (82,8 °F) în iulie, iar media anuală este de 19,12 °C (66,4 °F). Precipitațiile anuale sunt chiar peste 1.888 mm/m2 și cad într-o proporție mare (~ 50%) din aprilie până în iunie, când apar ploile torențiale și creează deseori pericol de inundații. Cu un procent lunar de zile însorite cuprins între 14% în martie și 53% în septembrie, orașul are 1.487 de ore însorite pe an.
| Date climatice pentru Guilin, temperaturi normale 1981−2010, temperaturi extreme 1951−2010     | Date climatice pentru Guilin, temperaturi normale 1981−2010, temperaturi extreme 1951−2010 | Date climatice pentru Guilin, temperaturi normale 1981−2010, temperaturi extreme 1951−2010 | Date climatice pentru Guilin, temperaturi normale 1981−2010, temperaturi extreme 1951−2010 | Date climatice pentru Guilin, temperaturi normale 1981−2010, temperaturi extreme 1951−2010 | Date climatice pentru Guilin, temperaturi normale 1981−2010, temperaturi extreme 1951−2010 | Date climatice pentru Guilin, temperaturi normale 1981−2010, temperaturi extreme 1951−2010 | Date climatice pentru Guilin, temperaturi normale 1981−2010, temperaturi extreme 1951−2010 | Date climatice pentru Guilin, temperaturi normale 1981−2010, temperaturi extreme 1951−2010 | Date climatice pentru Guilin, temperaturi normale 1981−2010, temperaturi extreme 1951−2010 | Date climatice pentru Guilin, temperaturi normale 1981−2010, temperaturi extreme 1951−2010 | Date climatice pentru Guilin, temperaturi normale 1981−2010, temperaturi extreme 1951−2010 | Date climatice pentru Guilin, temperaturi normale 1981−2010, temperaturi extreme 1951−2010 | Date climatice pentru Guilin, temperaturi normale 1981−2010, temperaturi extreme 1951−2010 |
| Luna                                                                                           | Ian                                                                                        | Feb                                                                                        | Mar                                                                                        | Apr                                                                                        | Mai                                                                                        | Iun                                                                                        | Iul                                                                                        | Aug                                                                                        | Sep                                                                                        | Oct                                                                                        | Nov                                                                                        | Dec                                                                                        | Anual                                                                                      |
| ---------------------------------------------------------------------------------------------- | ------------------------------------------------------------------------------------------ | ------------------------------------------------------------------------------------------ | ------------------------------------------------------------------------------------------ | ------------------------------------------------------------------------------------------ | ------------------------------------------------------------------------------------------ | ------------------------------------------------------------------------------------------ | ------------------------------------------------------------------------------------------ | ------------------------------------------------------------------------------------------ | ------------------------------------------------------------------------------------------ | ------------------------------------------------------------------------------------------ | ------------------------------------------------------------------------------------------ | ------------------------------------------------------------------------------------------ | ------------------------------------------------------------------------------------------ |
| Maxima medie °C (°F)                                                                           | 11.6 (52,9)                                                                                | 13.3 (55,9)                                                                                | 16.9 (62,4)                                                                                | 23.2 (73,8)                                                                                | 27.5 (81,5)                                                                                | 30.5 (86,9)                                                                                | 32.7 (90,9)                                                                                | 33.0 (91,4)                                                                                | 30.6 (87,1)                                                                                | 25.9 (78,6)                                                                                | 20.5 (68,9)                                                                                | 15.1 (59,2)                                                                                | 23,4 (74,12)                                                                               |
| Media zilnică °C (°F)                                                                          | 8.1 (46,6)                                                                                 | 9.9 (49,8)                                                                                 | 13.3 (55,9)                                                                                | 19.0 (66,2)                                                                                | 23.3 (73,9)                                                                                | 26.4 (79,5)                                                                                | 28.2 (82,8)                                                                                | 28.2 (82,8)                                                                                | 25.6 (78,1)                                                                                | 21.1 (70)                                                                                  | 15.8 (60,4)                                                                                | 10.6 (51,1)                                                                                | 19,13 (66,43)                                                                              |
| Minima medie °C (°F)                                                                           | 5.7 (42,3)                                                                                 | 7.6 (45,7)                                                                                 | 10.8 (51,4)                                                                                | 16.1 (61)                                                                                  | 20.2 (68,4)                                                                                | 23.5 (74,3)                                                                                | 24.9 (76,8)                                                                                | 24.7 (76,5)                                                                                | 22.2 (72)                                                                                  | 17.7 (63,9)                                                                                | 12.5 (54,5)                                                                                | 7.4 (45,3)                                                                                 | 16,11 (60,99)                                                                              |
| Minima istorică °C (°F)                                                                        | −4.9 (23,2)                                                                                | −3.6 (25,5)                                                                                | 0.0 (32)                                                                                   | 4.0 (39,2)                                                                                 | 10.7 (51,3)                                                                                | 13.0 (55,4)                                                                                | 18.2 (64,8)                                                                                | 18.3 (64,9)                                                                                | 12.9 (55,2)                                                                                | 6.1 (43)                                                                                   | 0.7 (33,3)                                                                                 | −3.3 (26,1)                                                                                | −4,9 (23,2)                                                                                |
| Precipitații mm (inches)                                                                       | 65.7 (2.587)                                                                               | 99.2 (3.906)                                                                               | 136.9 (5.39)                                                                               | 217.8 (8.575)                                                                              | 324.5 (12.776)                                                                             | 395.2 (15.559)                                                                             | 232.2 (9.142)                                                                              | 147.4 (5.803)                                                                              | 82.2 (3.236)                                                                               | 66.8 (2.63)                                                                                | 73.1 (2.878)                                                                               | 46.8 (1.843)                                                                               | 1.887,8 (74,323)                                                                           |
| Umiditate [%]                                                                                  | 73                                                                                         | 75                                                                                         | 79                                                                                         | 80                                                                                         | 79                                                                                         | 81                                                                                         | 79                                                                                         | 77                                                                                         | 72                                                                                         | 68                                                                                         | 67                                                                                         | 66                                                                                         | 74,7                                                                                       |
| Nr. de zile cu precipitații (≥ 0.1 mm)                                                         | 15.1                                                                                       | 15.5                                                                                       | 18.6                                                                                       | 20.2                                                                                       | 19.0                                                                                       | 17.5                                                                                       | 16.1                                                                                       | 14.8                                                                                       | 8.2                                                                                        | 9.7                                                                                        | 8.7                                                                                        | 9.1                                                                                        | 172,5                                                                                      |
| Ore însorite                                                                                   | 66.9                                                                                       | 50.0                                                                                       | 51.6                                                                                       | 72.6                                                                                       | 109.5                                                                                      | 131.1                                                                                      | 199.4                                                                                      | 204.1                                                                                      | 193.4                                                                                      | 157.1                                                                                      | 134.4                                                                                      | 117.2                                                                                      | 1.487,3                                                                                    |
| Sursa nr. 1: China Meteorological Data Service Center                                          |                                                                                            |                                                                                            |                                                                                            |                                                                                            |                                                                                            |                                                                                            |                                                                                            |                                                                                            |                                                                                            |                                                                                            |                                                                                            |                                                                                            |                                                                                            |
| Sursa nr. 2: China Meteorological Administration(zile cu precipitații, ore însorite 1971-2000) |                                                                                            |                                                                                            |                                                                                            |                                                                                            |                                                                                            |                                                                                            |                                                                                            |                                                                                            |                                                                                            |                                                                                            |                                                                                            |                                                                                            |                                                                                            |

## Demografie
- Populație: 4.747.963 de locuitori[10]

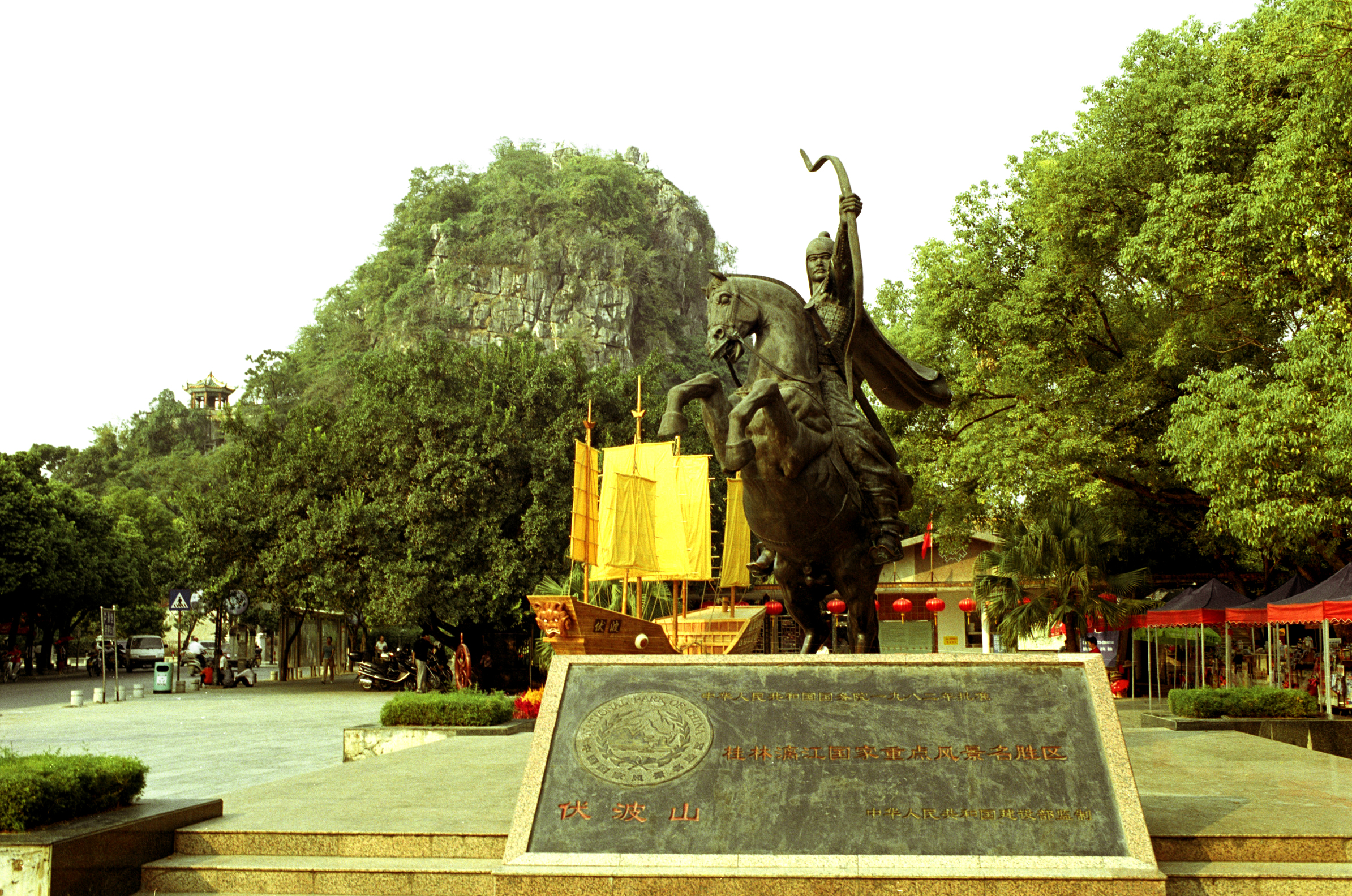
Statuia lui Ma Yuan din Fuboshan, Guilin.

- Populație urbană: 975.638 de locuitori[necesită citare]
- Grupuri etnice: zhuang, yao, hui, miao, han și dong

## Economie
- PIB-ul pe cap de locuitor a fost de 19.435 ¥ (cca. 2.858 USD) în 2009, clasând orașul Guilin pe nr. 125 dintre cele mai mari 659 de orașe chineze.[necesită citare]
- Industrii locale: prezervative, produse farmaceutice, anvelope, utilaje, îngrășăminte, mătase, parfum, vin, ceai, scorțișoară, medicamente din plante
- Produse agricole locale: pomelo Shatian, portocale de vară, Fructus Momordicae, ginkgo, curmale japoneze, Lipu Taro, alcool Sanhua, sos de ardei, cremă din fasole fermentate, tăiței de orez Guilin, castane de apă, cereale, pește

Până în 1949 existau în Guilin doar o termocentrală, o fabrică de ciment și câteva mici fabrici textile care reprezentau ușoare semne ale industrializării zonei. Cu toate acestea, începând din anii 1950, au fost construite la Guilin fabrici de autobuze, anvelope, utilaje agricole, mecanice și electronice, produse farmaceutice, precum și de produse textile bazate pe bumbac. Prelucrarea alimentelor, inclusiv prelucrarea produselor agricole locale, rămâne cea mai importantă ramură industrială. Mai recent au fost create facilități industriale moderne pentru tehnologia înaltă și a început să se dezvolte sectorul terțiar bazat pe comerț și servicii turistice.

## Transport

### Aerian

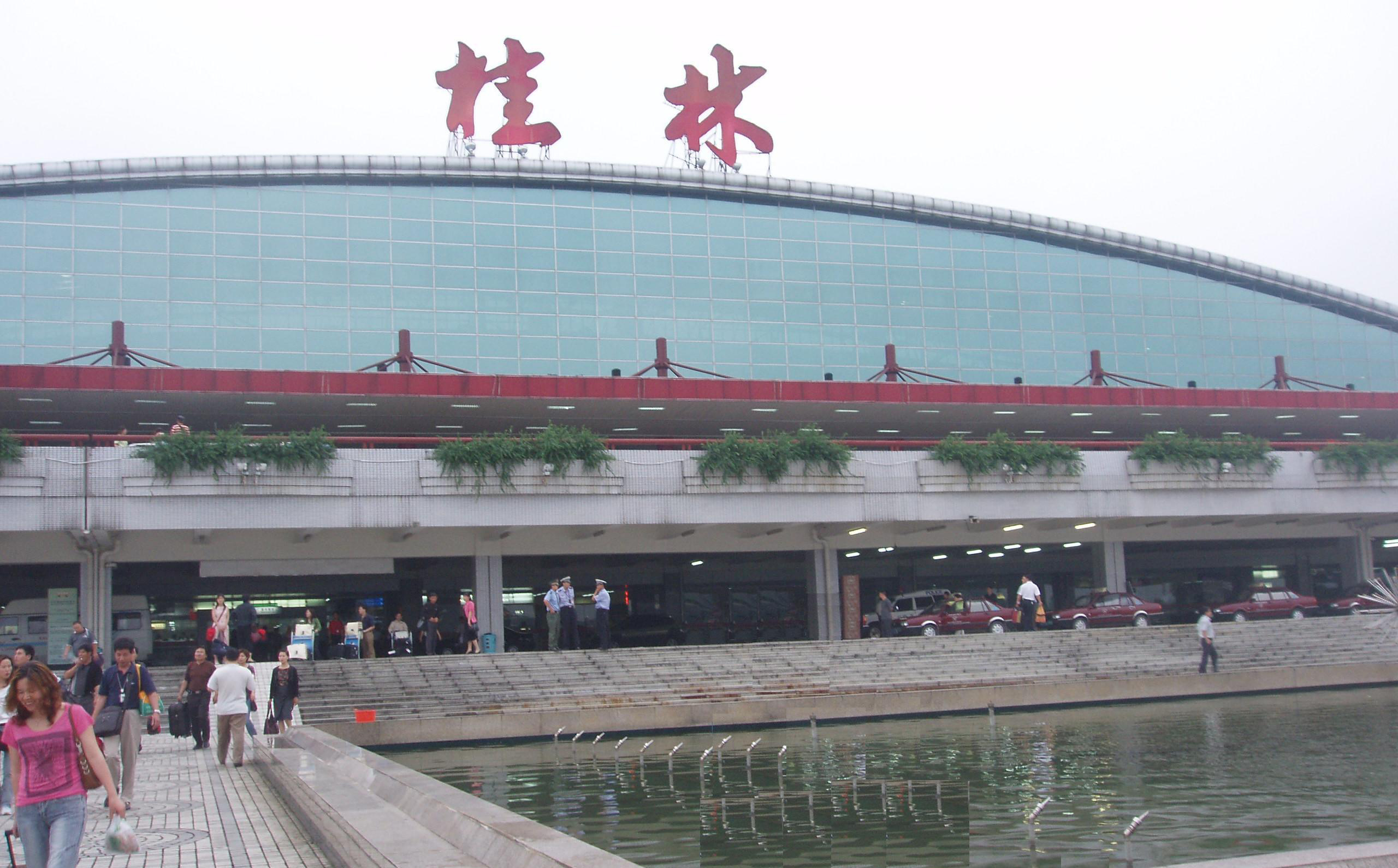
Aeroportul Internațional Guilin Liangjiang

Aeroportul care deservește prefectura Guilin este Aeroportul Internațional Guilin Liangjiang (ICAO: ZGKL, IATA: KWL). Companiile aeriene care zboară de pe și către acest aeroport sunt următoarele:
- China Eastern
- Asiana Airlines
- China Southern
- Air China
- Hainan Airlines
- Shanghai Airlines
- Shandong Airlines
- Xiamen Airlines
- Tianjin Airlines
- Cathay Dragon
- EVA Air
- Air Asia
- Beijing Capital Airlines
- Hebei Airlines

### Feroviar

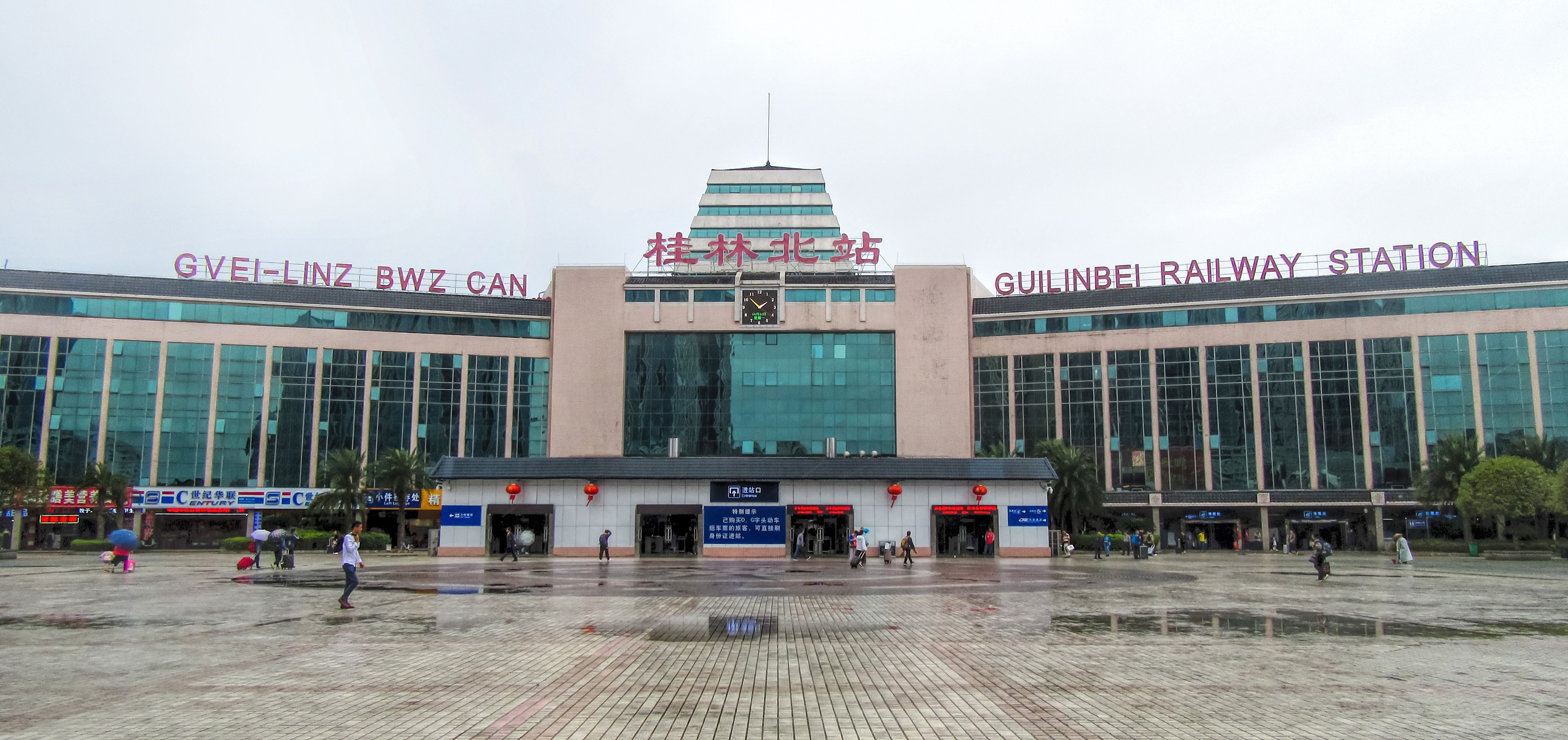
Gara Guilin Nord

Guilin are mai multe stații feroviare, unde opresc trenuri de mare viteză ce vin din toate regiunile Chinei. Există mai multe gări: Gara Guilin Nord, Gara Guilin Vest, Gara principală Guilin și o nouă gară în districtul Lingui. Gara principală Guilin și Gara Guilin Nord se află pe căile ferate de mare viteză Hunan–Guangxi, Hengyang–Liuzhou și Guiyang–Guangzhou, principalele căi ferate care leagă regiunea Guangxi cu centrul și sudul Chinei. Trenurile de mare viteză care fac legătura între Guilin și metropolele Changsha și Beijing au intrat în funcțiune în decembrie 2013 și opresc în Gara Guilin Nord. În decembrie 2014 au fost inaugurate traseele feroviare de mare viteză care fac legătura cu metropolele Guangzhou, Shenzhen, Guiyang și Shanghai. Deschiderea acestor trasee a ușurat mult deplasarea oamenilor către Guilin. Se fac aproximativ 2 ore de la Guangzhou la Guilin, 9 ore de la Shanghai la Guilin și 13 ore de la Beijing la Guilin. Trenurile care merg de la Kunming Sud către Kowloon Vest (de exemplu) opresc în gara Guilin Vest.

### Urban
Transportul public al orașului include trasee de autobuz și taxiuri. Guilin este principalul oraș din China continentală care folosește în mod regulat autobuze supraetajate pe rutele majore; pe strada principală a orașului autobuzele supraetajate circulă aproape din minut în minut. Canalele și lacurile orașului sunt străbătute de ambarcațiuni turistice.

## Colegii și universități publice
- Universitatea de Tehnologie din Guilin
- Universitatea de Medicină din Guilin
- Universitatea de Tehnologie Electronică din Guilin
- Universitatea Pedagogică din Guangxi
- Universitatea de Tehnologie Aerospațială din Guilin (桂林航天工业学院)

Notă: Instituțiile fără programe de licență cu program normal nu sunt listate.

## Peisaje pitorești

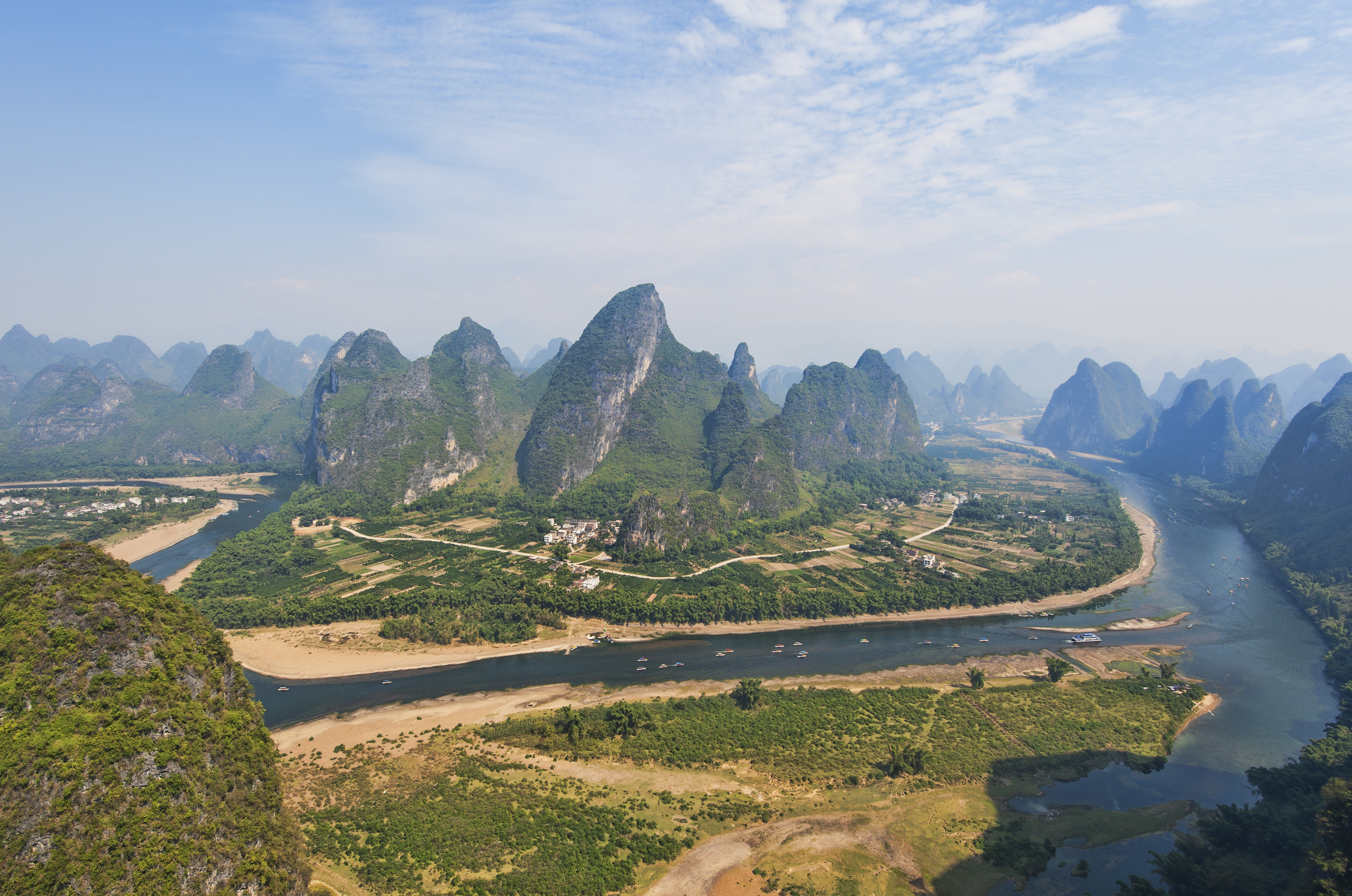
Râul Li face legătura între centrul prefecturii Guilin și comitatul Yangshuo
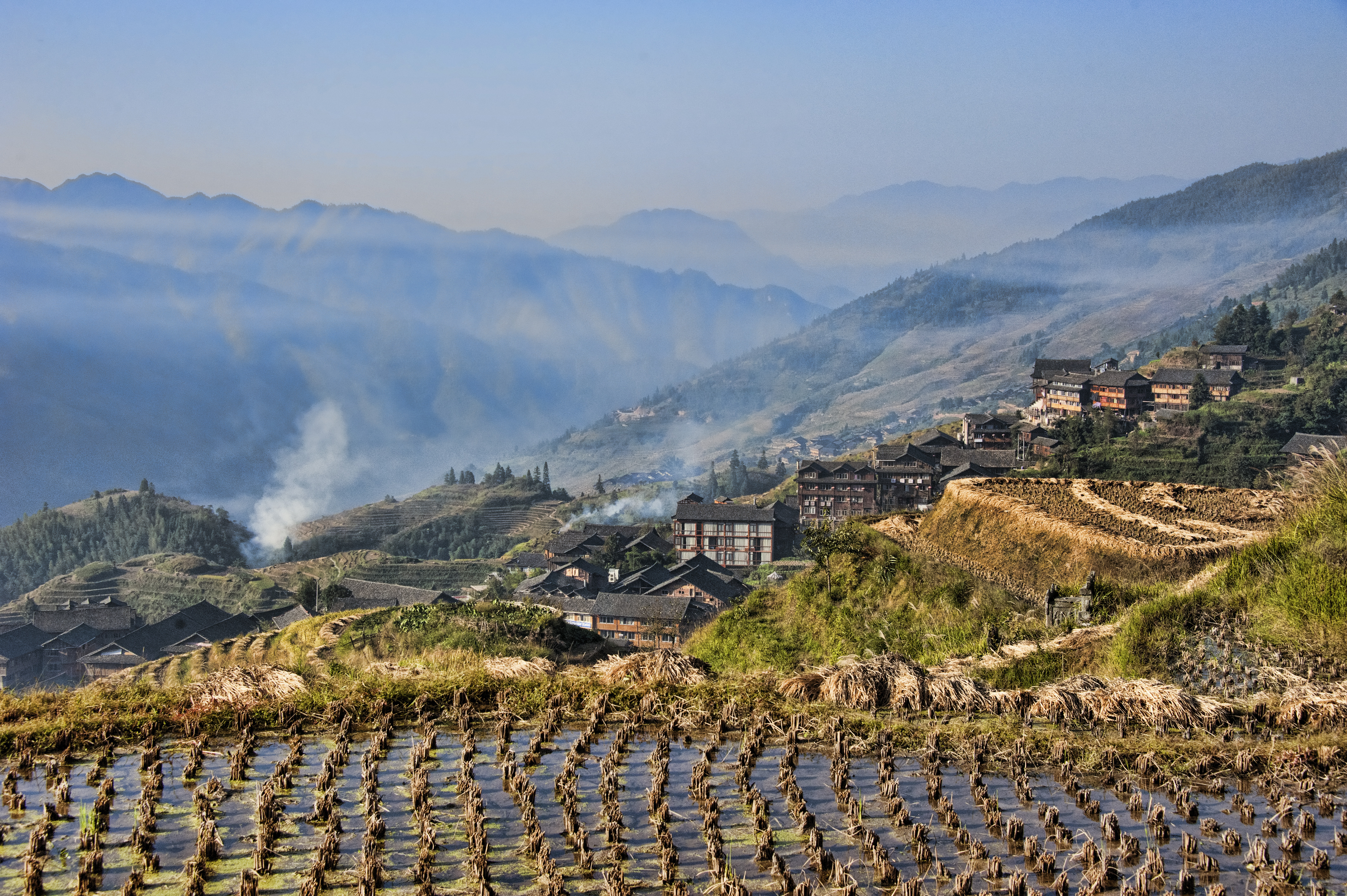
Orezăria terasată Longsheng (Ping An)
Satul Cuiping
Satul Xingping
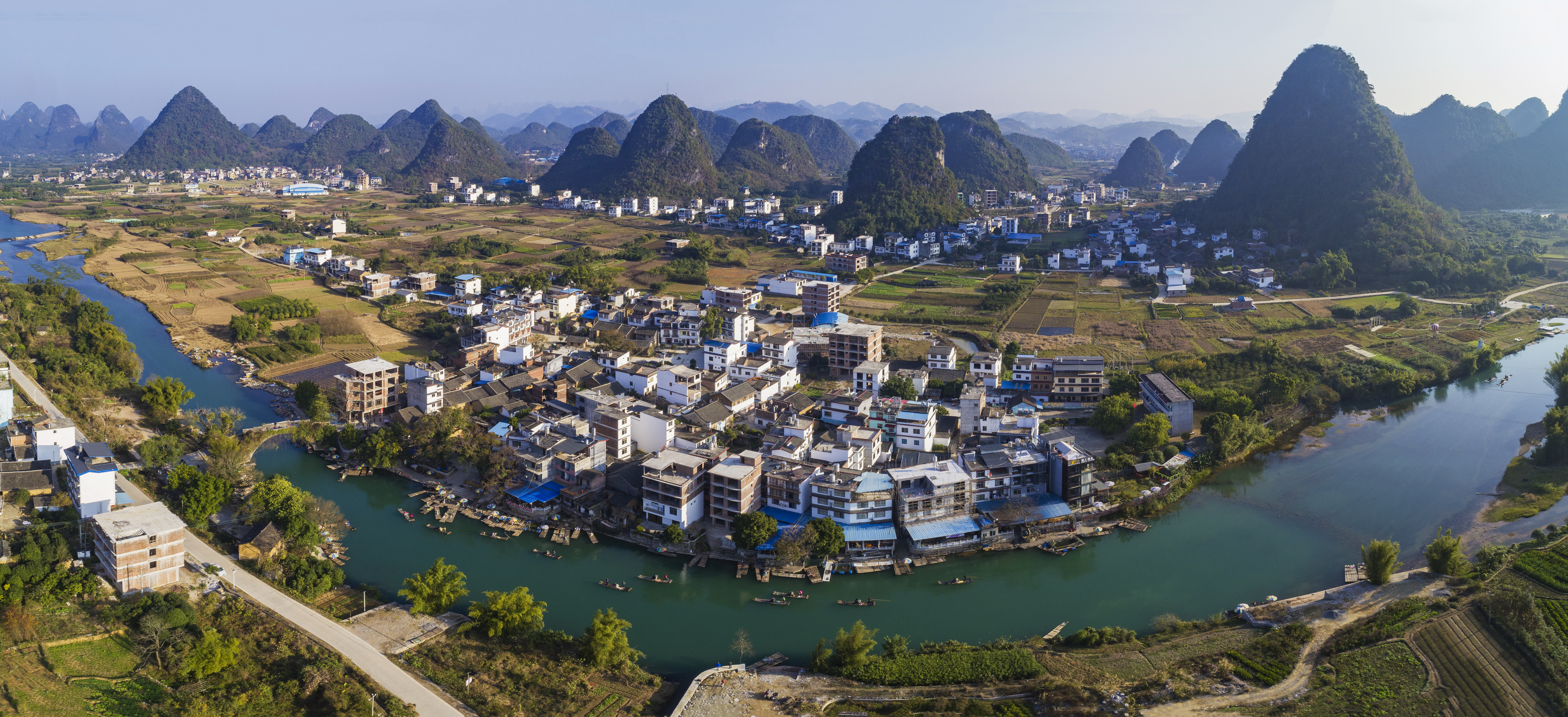
Plute care navighează pe râul Yulong în comitatul Yangshuo din Guilin
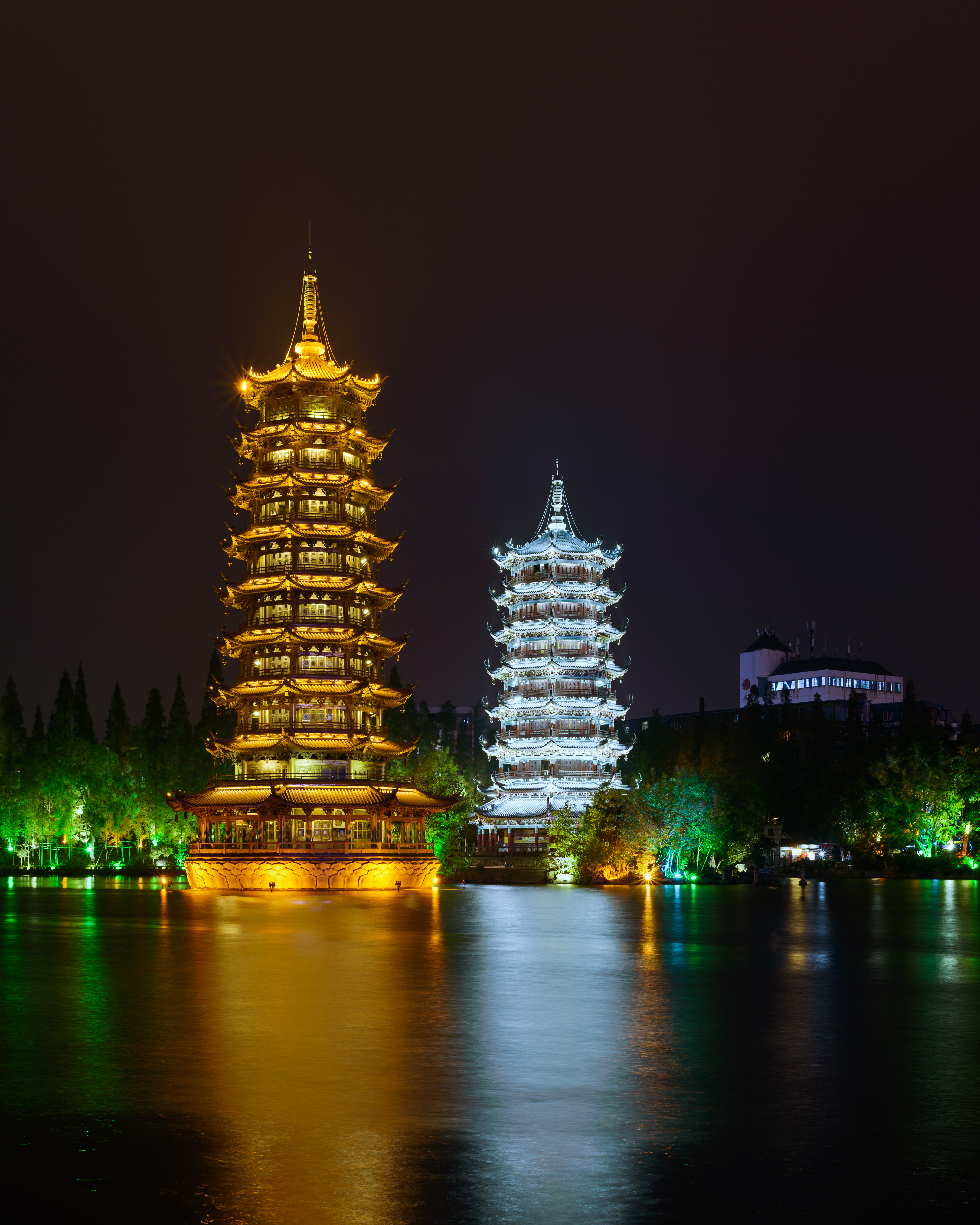
Pagoda Soarelui și Pagoda Lunii pe malul lacului Shanhu
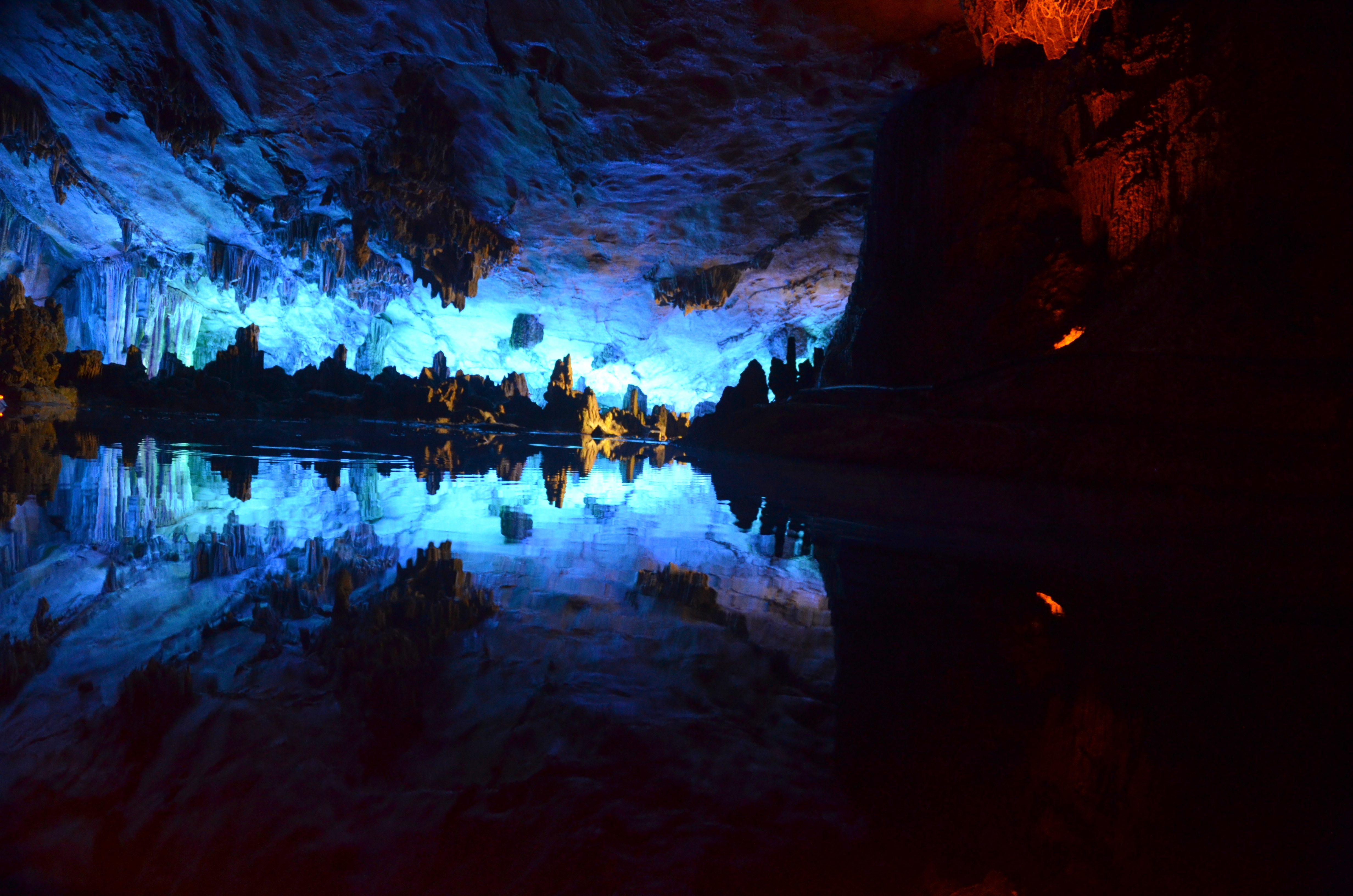
Peștera Flautului de Trestie
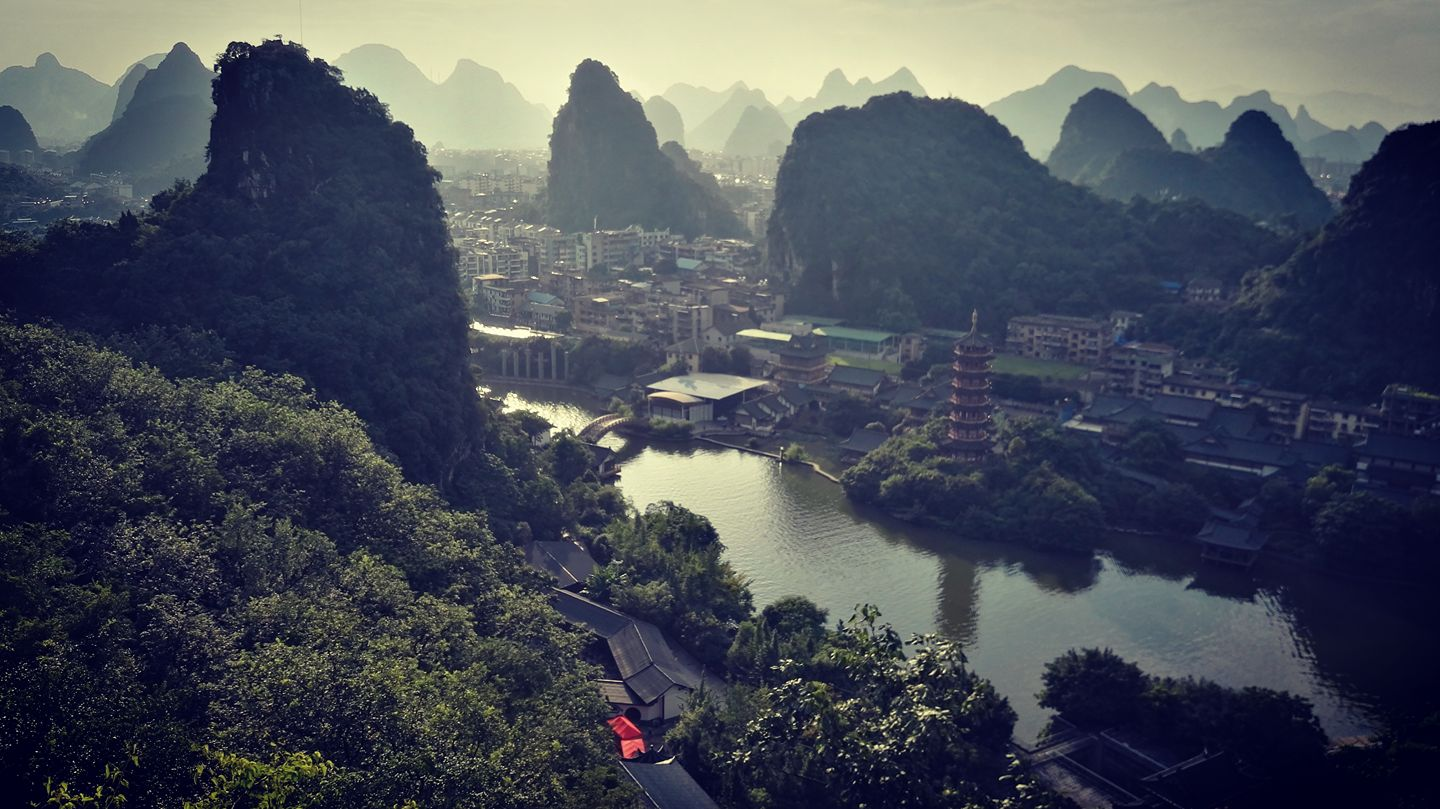
Panoramă a orașului din Parcul Șapte Stele

Peisajele pitorești din jurul Guilinului includ:
- Parcul Prințesei din Jingjiang, un complex regal care datează din timpul dinastiei Ming, care se află aproape de centrul orașului modern Guilin
- Peștera Flautului de Trestie
- Peștera Argintie
- Râul Li
- Comitatul Yangshuo
- Pestera Șapte Stele și Parcul Șapte Stele (七星公园)
- Muntele Cămilei (骆驼山) și Dealul trompei de elefant
- Dealul cu Flori (堆花彩山)
- Dealul Semilunei (月牙山)
- Dealul Fubo (伏波山)
- Dealul Nanxi (南溪山)
- Defileul Erlang (二郎山峡谷)
- Plaja Huangbu (Portul Galben) (黄埔滩)
- Dealul Lunii
- Orezăria terasată Longsheng
- Orașul antic Daxu (大圩古市镇)
- Orașul antic Xingping (兴坪古镇)
- Vârful Duxiu (Frumusețea singuratică) (独秀峰)
- Parcul peisagistic Liusanjie (刘三姐景观园)
- Dealul Yao (尧山)

## Gastronomie

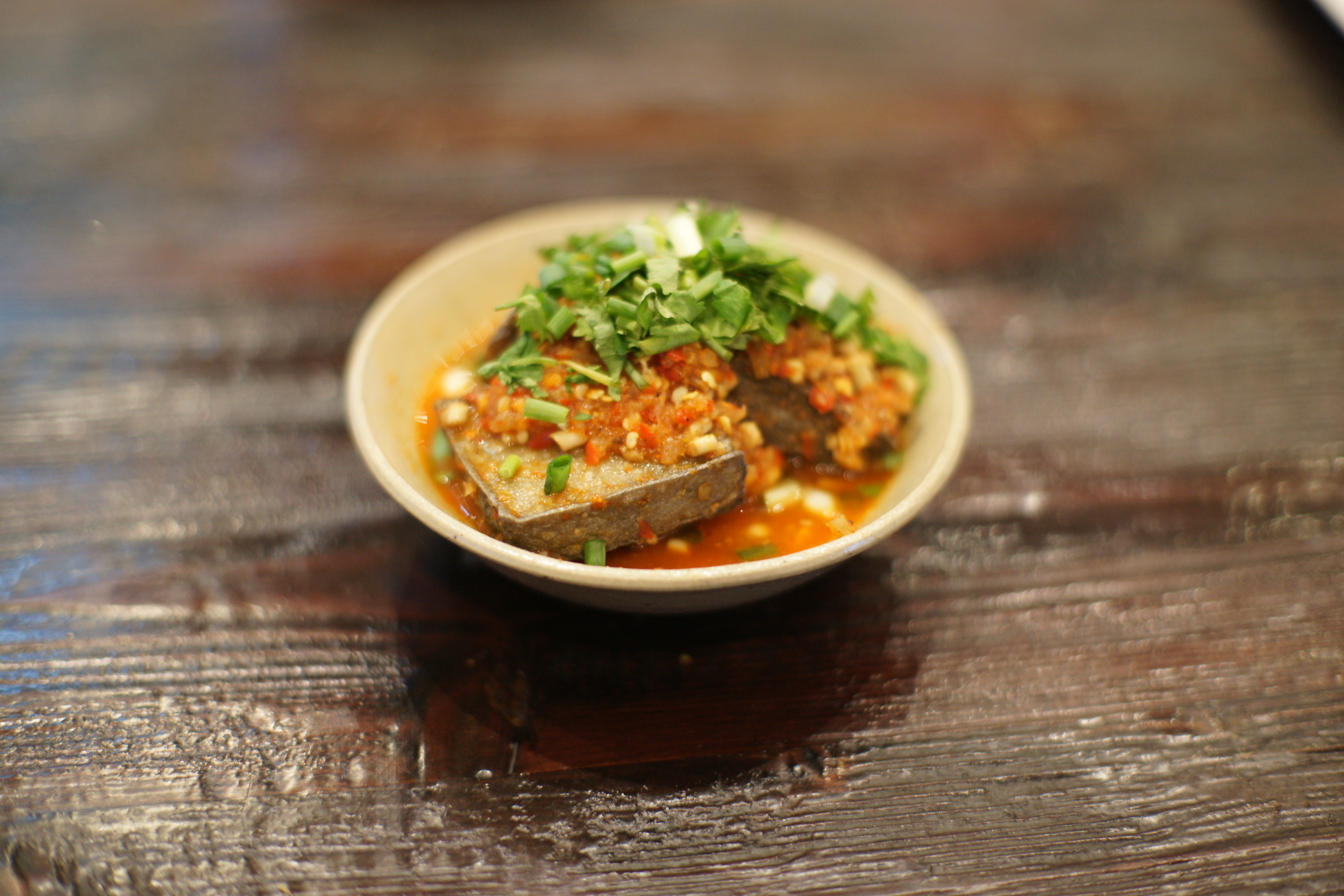
Tofu murat din Guilin

Bucătăria zonei Guilin este un amestec între bucătăria cantoneză și bucătăria populației zhuang. Ea este cunoscută pentru aperitivele sale și pentru utilizarea condimentelor, în special chili. Sosul de chili din Guilin (桂林辣椒酱), folosit pe scară largă de localnici în prepararea mâncărurilor, este făcut din chili proaspăt, usturoi și soia fermentată și este considerat una dintre cele trei comori ale orașului (桂林三宝). Celelalte două dintre cele trei comori sunt Guilin Sanhua Jiu (桂林三花酒), o varietate de baijiu din orez sau lichior distilat din orez, și tofu murat din Guilin.

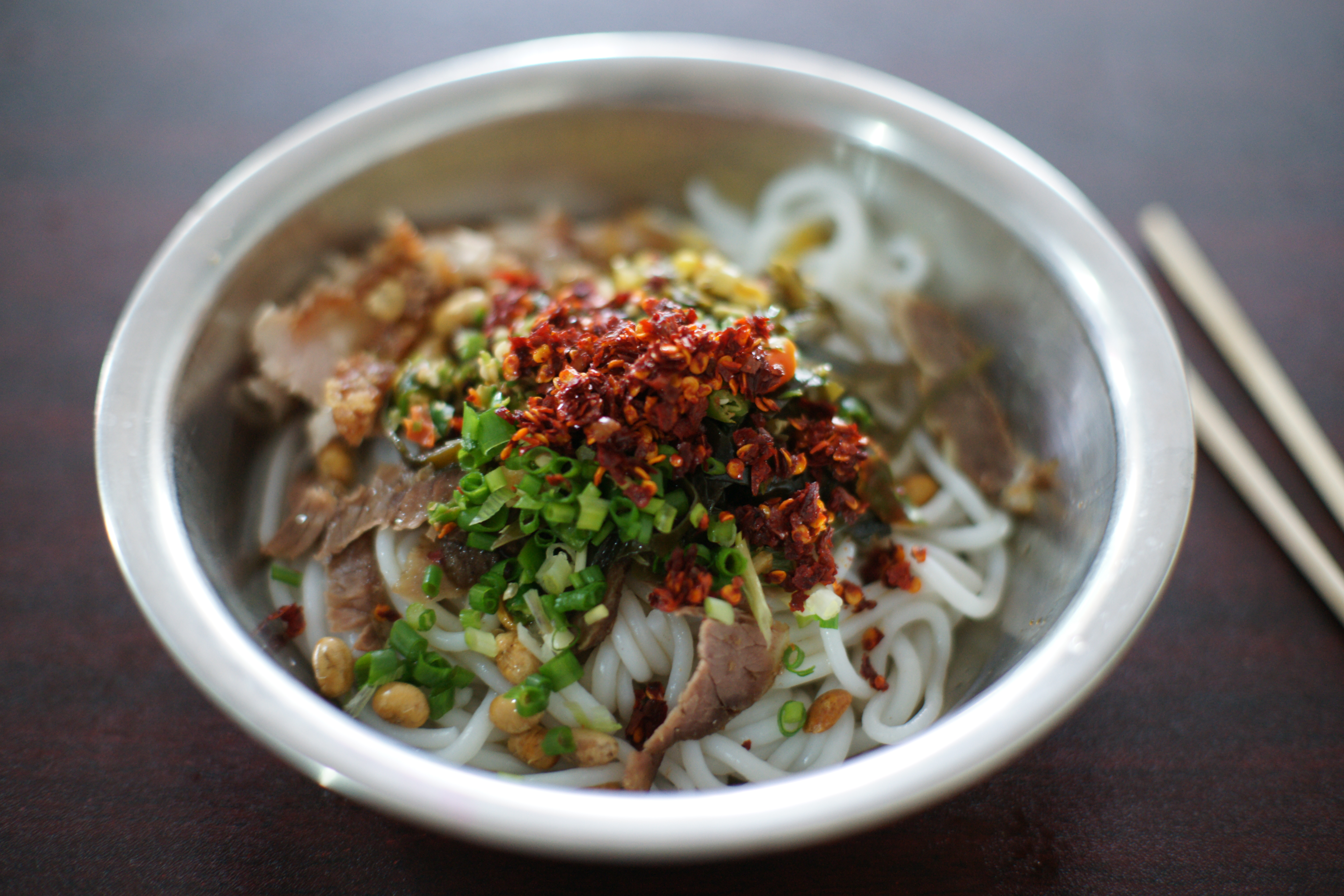
Tăiței de orez din Guilin

Tăițeii de orez din Guilin au reprezentat baza dejunului local începând din dinastia Qin și sunt renumiți pentru gustul lor delicat. Legenda spune că atunci când trupele dinastiei Qin care sufereau de diaree au ajuns în această regiune, un bucătar a creat tăiței de orez Guilin pentru armată, deoarece soldații nu puteau să mănânce mâncarea locală. Mai exact, specialitatea locală este tăiței cu carne de cal, dar acest fel de mâncare poate fi comandat, de asemenea, fără carne de cal. Zongzi, o gălușcă făcută din orez glutinos și pastă de fasole mung înfășurată într-o frunză de bambus sau într-o coajă de banană este o altă delicatesă populară în Guilin.

## Citate
„Am trimis adesea prietenilor de acasă imagini cu dealurile din Guilin pe care le-am pictat eu, dar puțini au crezut ceea ce au văzut.”
- Fan Chengda (geograf, cartograf și poet chinez din timpul dinastiei Song)
„Peisajul din Guilin este cel mai frumos din tot ceea ce se află sub cer.” (în chineză: 桂林山水甲天下; pinyin: Guìlín shānshuǐ jiǎ tiānxià)
- zicală populară chineză

## Relații internaționale

### Orașe înfrățite
Guilin este înfrățit cu:
- - Nishikatsura, Yamanashi, Japonia[16] - comitatul Lingchuan
- - Kumamoto, Japonia[17] - Guilin
- - Toride, Japonia - Guilin
- - Miho, Ibaraki, Japonia - comitatul Lingui
- - Jeju, Coreea de Sud
- - Hastings, Noua Zeelandă
- - Toruń, Polonia[18]
- - Orlando, Statele Unite ale Americii[19]
- - Tlaxcoapan, Hidalgo, Mexic[20]
- - Langkawi, Malaysia

Relația orașului Guilin cu orașul Hastings din Noua Zeelandă a început în 1977, după ce un cercetător științific, dr. Stuart Falconer, a identificat o serie de domenii comune de interes între cele două orașe, inclusiv horticultura și mixul lor rural-urban. În 1997 Guilin a început o relație de schimburi culturale cu orașul Ōta, Gunma din Japonia.

## Legături externe
- zh  Site-ul oficial al administrației prefecturii Guilin Arhivat în 15 ianuarie 2013, la Wayback Machine.
- La Wikivoyage găsiți un ghid turistic despre :en:Guilin